# إستين دوراند
إستين دوراند (بالفرنسية: Estienne Durand)‏ هو شاعر فرنسي، ولد في 1586، وتوفي في 19 يوليو 1618.